# Apsine
Valerio Apsine (in latino Valerius Apsines; Gadara, ... – ...; fl. 235) è stato un retore greco antico.
Originario di Gadara in Fenicia, Apsine studiò a Smirne ed insegnò retorica ad Atene, divenendo molto celebre. Per questi suoi meriti sotto l'imperatore Massimino venne innalzato al consolato. Fu rivale di Frontone di Emesa, e un amico di Filostrato, l'autore delle Vite dei sofisti, che ne loda la memoria e la precisione. 
Al giorno d'oggi esistono solo due sue opere la τέχνη ῥητορικὴ περὶ προοιμίων (Arte della retorica), manuale di retorica che si rifà alle opere di Longino e Ermogene di Tarso, ed il libello Περὶ τῶν ἐσχηματισμένων προβλημὰτων.
La prima edizione moderna delle sue opere fu stampata a Venezia nel 1508.